# Divize B 2020/2021
V soubojích 56. ročníku České divize B 2020/21 se mělo utkat 16 týmů dvoukolovým systémem podzim-jaro. Tento ročník odstartoval v srpnu 2020 úvodními zápasy 1. kola a poslední kolo se mělo odehrát v červnu 2021. Sezóna byla po 8. kole z důvodu celosvětové pandemie nemoci covid-19 opět předčasně ukončena. Vítěz pro tento ročník nebyl vyhlášen.

## Nové týmy v sezoně 2020/21
- Z ČFL 2019/20 do Divize B nesestoupilo žádné mužstvo.
- Z krajských přeborů nepostoupilo žádné mužstvo.
- Klub FK Baník Souš se po sloučení s Mostecký fotbalový klub změnil na FK Baník Most-Souš[2].

## Kluby podle přeborů
- Ústecký (4): FC Chomutov, FK Baník Most-Souš, FK SEKO Louny a SK Štětí.
- Karlovarský (2): FK Olympia Březová, FK Ostrov.
- Středočeský (7): FK Neratovice-Byškovice, SK Kladno, SK Slaný, SK Český Brod, MFK Dobříš, FK Brandýs nad Labem, TJ Tatran Rakovník.
- Praha (2): FK Meteor Praha VIII, SK Aritma Praha.
- Liberecký (1): FK Arsenal Česká Lípa.

## Konečná tabulka soutěže
| Poř. | Tým                     | Z | V | R | P | VG | OG | B  |
| ---- | ----------------------- | - | - | - | - | -- | -- | -- |
| 1.   | FK Baník Most-Souš      | 8 | 6 | 2 | 0 | 19 | 4  | 22 |
| 2.   | SK Český Brod           | 8 | 4 | 3 | 1 | 13 | 4  | 17 |
| 3.   | FK Arsenal Česká Lípa   | 8 | 3 | 5 | 0 | 18 | 10 | 17 |
| 4.   | SK Kladno               | 8 | 5 | 1 | 2 | 15 | 12 | 16 |
| 5.   | FK Neratovice-Byškovice | 8 | 4 | 2 | 2 | 15 | 6  | 14 |
| 6.   | FK Meteor Praha VIII    | 7 | 4 | 1 | 2 | 16 | 11 | 14 |
| 7.   | FC Chomutov             | 8 | 3 | 3 | 2 | 17 | 17 | 14 |
| 8.   | SK Slaný                | 8 | 3 | 2 | 3 | 7  | 13 | 13 |
| 9.   | SK Aritma Praha         | 8 | 3 | 2 | 3 | 9  | 7  | 11 |
| 10.  | FK Brandýs nad Labem    | 8 | 2 | 3 | 3 | 15 | 14 | 10 |
| 11.  | FK Ostrov               | 8 | 3 | 1 | 4 | 14 | 21 | 10 |
| 12.  | FK SEKO Louny           | 8 | 2 | 1 | 5 | 13 | 14 | 8  |
| 13.  | MFK Dobříš              | 8 | 2 | 1 | 5 | 11 | 21 | 8  |
| 14.  | TJ Tatran Rakovník      | 8 | 1 | 3 | 4 | 10 | 16 | 7  |
| 15.  | FK Olympie Březová      | 7 | 1 | 1 | 5 | 5  | 15 | 4  |
| 16.  | SK Štětí                | 8 | 1 | 1 | 6 | 13 | 25 | 4  |

Poznámky:
- Z = Odehrané zápasy; V = Vítězství; R = Remízy; P = Prohry; VG = Vstřelené góly; OG = Obdržené góly; B = Body

|  | Postup do ČFL                           |
|  | Sestup do příslušného krajského přeboru |